# JCVD
JCVD (Alternativtitel: JCVD – Jetzt erst recht) ist eine Actionkomödie des französisch-tunesischen Regisseurs Mabrouk El Mechri aus dem Jahr 2008, in dem Jean-Claude Van Damme sich selbst spielt. Der Film wurde am 4. Juni 2008 in Belgien und Frankreich, auf dem Toronto International Film Festival 2008 (Midnight Madness) und auf dem Adelaide-Filmfestival am 20. Februar 2009 gezeigt. Der Film spielte ca. 2,3 Millionen US-Dollar ein.

## Handlung
Jean-Claude Van Damme ist 47 Jahre alt und seine Karriere als Actionstar hat ihren Höhepunkt längst überschritten. Er spielt in Low-Budget-Produktionen mit und sein Agent besorgt ihm keine vernünftigen Angebote mehr. Müde und traurig kehrt er aus Amerika in seine Heimat nach Brüssel-Schaarbeek zurück. Dort genießt er immer noch die Sympathien der Belgier. In den USA hat er gerade den Sorgerechtsstreit um seine Tochter verloren, da der gegnerische Anwalt ihn als unwürdig dargestellt hat, ein Kind großzuziehen. Als er in ein Postbüro geht, um eine Überweisung zu erhalten, befindet er sich auf einmal mitten in einem Banküberfall. Er wird als Geisel genommen. Die Situation verschlimmert sich für ihn, denn die Polizei hält ihn für den Verbrecher, da er gezwungen wird, die Verhandlungen mit der Polizei zu führen.
Die Geiselnehmer sind untereinander zerstritten und Van Damme gelingt es mehrfach die Geiseln vor der Ermordung bzw. Verletzung zu bewahren. Dabei riskiert er ebenfalls sein eigenes Leben. In einer Szene durchbricht Van Damme die „vierte Wand“ und wendet sich direkt ans Publikum. Er spricht offen über seine Laufbahn, seine Drogensucht, die Sinnlosigkeit seines Lebens und die Hoffnung, die Geiselnahme zu überleben.
Als einer der Geiselnehmer den anderen erschießt, stürmt die Polizei das Postbüro und erschießt einen weiteren Geiselnehmer.
Van Damme selbst wird vom letzten Geiselnehmer als Geisel genommen und stellt sich vor, wie es wäre, den Geiselnehmer spektakulär niederzuschlagen. In der Wirklichkeit gelingt es ihm dann, sich zu befreien und den Gangster mit einem Karatehieb niederzustrecken. Er wird daraufhin von der Polizei überwältigt und abgeführt. Da er während der Geiselnahme gefordert hatte, 465.000 US$ auf das Konto seiner amerikanischen Anwälte zu überweisen, wird er wegen Erpressung zu einer dreijährigen Haftstrafe verurteilt. Von dieser muss er ein Jahr in einem Brüsseler Gefängnis absitzen, wo er seinen Mithäftlingen gelegentlich Karateunterricht gibt.
In der Schlussszene wird er von seiner Mutter und seiner Tochter besucht, was ihn tief berührt.

## Kritik
Richard Corliss von Time hält Van Dammes schauspielerische Leistung gemeinsam mit der von Heath Ledger in The Dark Knight für die beste des Jahres 2008.

„Jean-Claude Van Damme in seiner wohl überzeugendsten Rolle […] Keine ‚ironische‘ Selbstdemontage, aber ein ehrliches Resümee. Der Rest ist eine feine B-Film-Hommage an Sidney Lumets „Hundstage“. […] Fazit: Herbe Showbizwatsche mit starkem Darsteller.“

„Mit viel Mut zur Selbstironie zeigt der Film einen Mann von der Straße, der in eine Pechsträhne geraten ist und nun halbwegs gute Miene zum bösen Spiel macht. Klug konstruiert, geprägt von einem Hauptdarsteller, der sich endlich als Schauspieler zu erkennen gibt.“

## Auszeichnungen
- 2008: Nominierung für Jean-Claude Van Damme bei den Toronto Film Critics Association Awards in der Kategorie Bester Darsteller
- 2009: Jean-Claude Van Damme erhält eine Nominierung für den Chlotrudis Award in der Kategorie Bester Hauptdarsteller